# 4-я Парковая улица
4-я Па́рковая у́лица — улица в Восточном административном округе города Москвы на территории района Измайлово.

## История
Улица получила своё название 18 ноября 1949 года как одна из 16 номерных Парковых улиц, ведущих с севера к Измайловскому парку.

## Расположение
4-я Парковая улица проходит от Измайловского проспекта на север до Первомайской улицы, после чего трасса улицы прерывается и возобновляется внутри квартала, далее 4-я Парковая улица проходит на север до Измайловского бульвара. Нумерация домов начинается от Заводского проезда.

## Примечательные здания и сооружения
По нечётной стороне:
- № 9 — магазин рукоделия «Модентекс».
- № 11 — Московская шерстепрядильная фабрика.
- № 40/19 — магазин «Хозтовары».
- № 9/21 — ТД «Ротанг».
- № 27 — Московский институт энергобезопасности и энергосбережения.
- № 37 — магазин автозапчастей «АвтоПРИЗ».

По чётной стороне:
- № 8 — продуктовый магазин: интернет-магазин Tsveti24.ru.
- № 24А — театр кукол «Альбатрос».
- № 12, к.1 — детская библиотека № 64.
- № 16, к.4 — ресторан «Бургер Кинг».
- № 42 — фитнес-клуб с бассейном «Aqua Юна-Life».

## Транспорт

### Наземный транспорт
По 4-й Парковой улице не проходят маршруты наземного общественного транспорта. На Первомайской улице, у пересечения с 4-й Парковой улицей, расположены остановки «3-я Парковая улица» автобусов 34, 223, т22, н3, трамваев № 11, 12, 34 (западнее 4-й Парковой улицы) и остановки «5-я Парковая улица» автобусов № 34, 223, т22, н3, трамваев № 11, 12, 34 (восточнее 4-й Парковой улицы).

### Метро
- Станция метро «Измайловская» Арбатско-Покровской линии — юго-западнее улицы, на Измайловском проспекте близ Измайловского рынка.